# Fontes da Praça de São Pedro
As Fontes da Praça de São Pedro (em italiano: Fontane di Piazza San Pietro) são duas fontes localizadas na Praça de São Pedro, na Cidade do Vaticano. Foram criadas por Carlo Maderno entre 1612 e 1614 e por Gian Lorenzo Bernini entre 1667 e 1677, com o propósito de ornamentar a praça em frente à Basílica de São Pedro. A fonte mais antiga, de Maderno, está situada no lado norte da praça.

## Fonte do Papa Inocêncio VIII
A fonte de Maderno, no lado norte da praça, está localizada no local de uma fonte anterior, construída em 1490 durante o papado de Inocêncio VIII. Ela era conhecida por ser a melhor fonte de Roma, com dois vasos e três jatos de água saindo da boca de três cabeças de pedra, e três brasões do Papa Inocêncio VIII, esculpidos por Alonso du Capua. A fonte foi descrita pelo cronista romano Stefano Infessura da seguinte maneira: "No ano de 1490, Sua Santidade construiu na Praça de São Pedro... uma magnífica fonte, com placas de mármore inscritas com a história, e dois vasos redondos um acima do outro, para que possam ser vistos e qualquer um possa julgar, nada comparável pode ser encontrado em qualquer lugar da Itália."  A fonte foi restaurada pelo Papa Alexandre VI em 1500 e foi adicionada uma bacia de rega para animais. 

## Fonte do Maderno

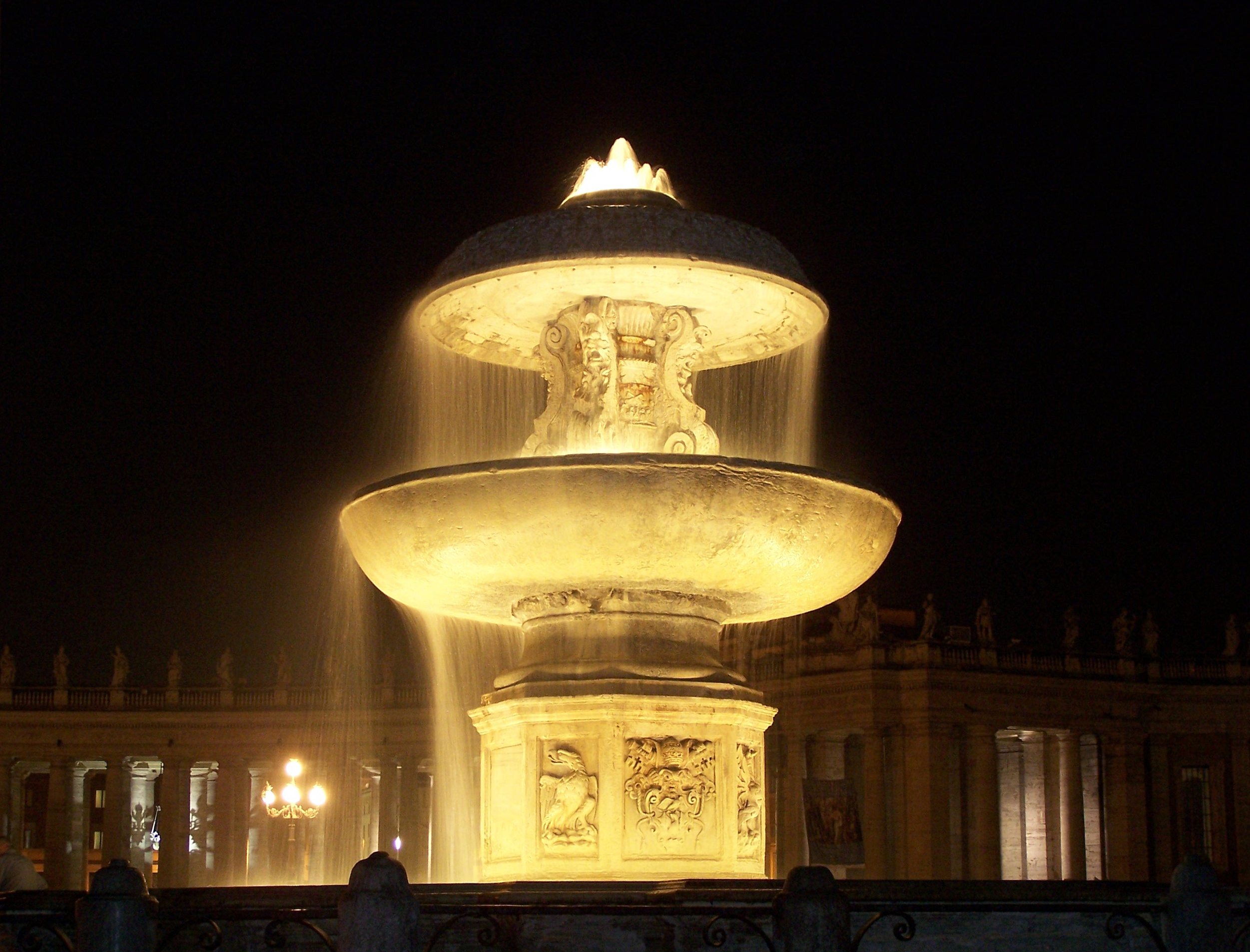
Fonte da Praça de São Pedro de Carlo Maderno

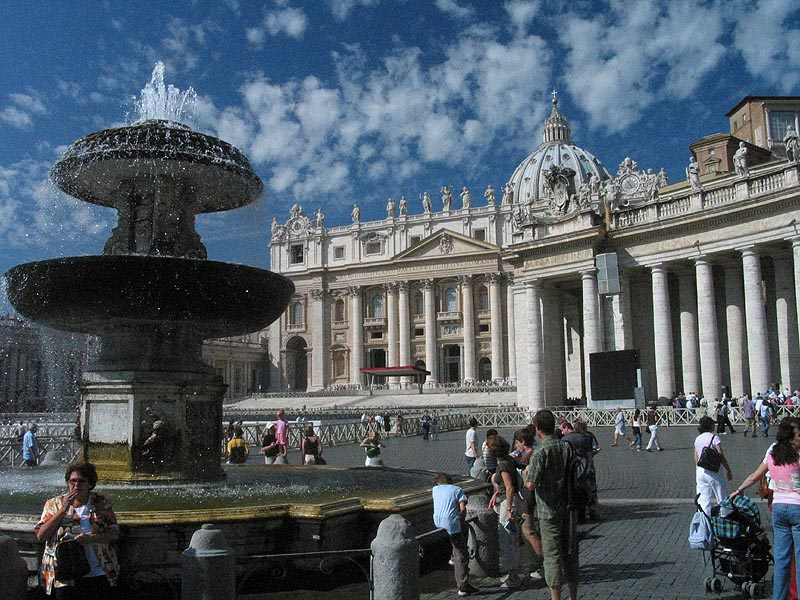
Fonte da Praça de São Pedro, de Carlo Maderno (1612–1614)

Em 1612, o antigo aqueduto romano Aqua Traiana foi reconstruído pelo Papa Paulo V e rebatizado de Acqua Paola; o aqueduto restaurado proporcionou à fonte uma fonte de água muito mais abundante. O arquiteto Carlo Maderno, sobrinho do arquiteto Domenico Fontana, foi encarregado de redesenhar a fonte. Ele construiu uma nova base octogonal para a fonte, sobre a qual ergueu uma grande bacia irregular, decorada com degraus e pequenas colunas, para reter a água. Maderno preservou o grande vaso de pedra inferior da antiga fonte e adornou o pedestal acima dele com quatro pergaminhos de pedra. Ele removeu o vaso superior menor e o substituiu por um vasque invertido, semelhante a um cogumelo, coberto com escamas de pedra. Quando a água jorrava do topo, ela descia pelo vasque superior, seu fluxo quebrado e feito brilhar pelas escamas de pedra. Além disso, ele retirou os brasões dos três Papas anteriores e os substituiu por placas em homenagem ao seu patrono, o Papa Paulo V.
Como todas as fontes da época, a fonte da Praça de São Pedro não possuía bombas e funcionava puramente por gravidade, com uma fonte de água mais alta que a fonte, fazendo com que a água subisse. A fonte de água da fonte, a Aqua Paola, ficava no monte Janículo, a 266 metros acima do nível do mar, o que significava que a fonte podia lançar água até seis metros acima no ar.  Em 1641, o advogado flamengo Theodor Ameyden disse que o jato de água do topo da fonte "parecia subir no ar como um verdadeiro rio". Ele a chamou de “a fonte mais bonita que existe na Europa”. 

## Fonte Bernini

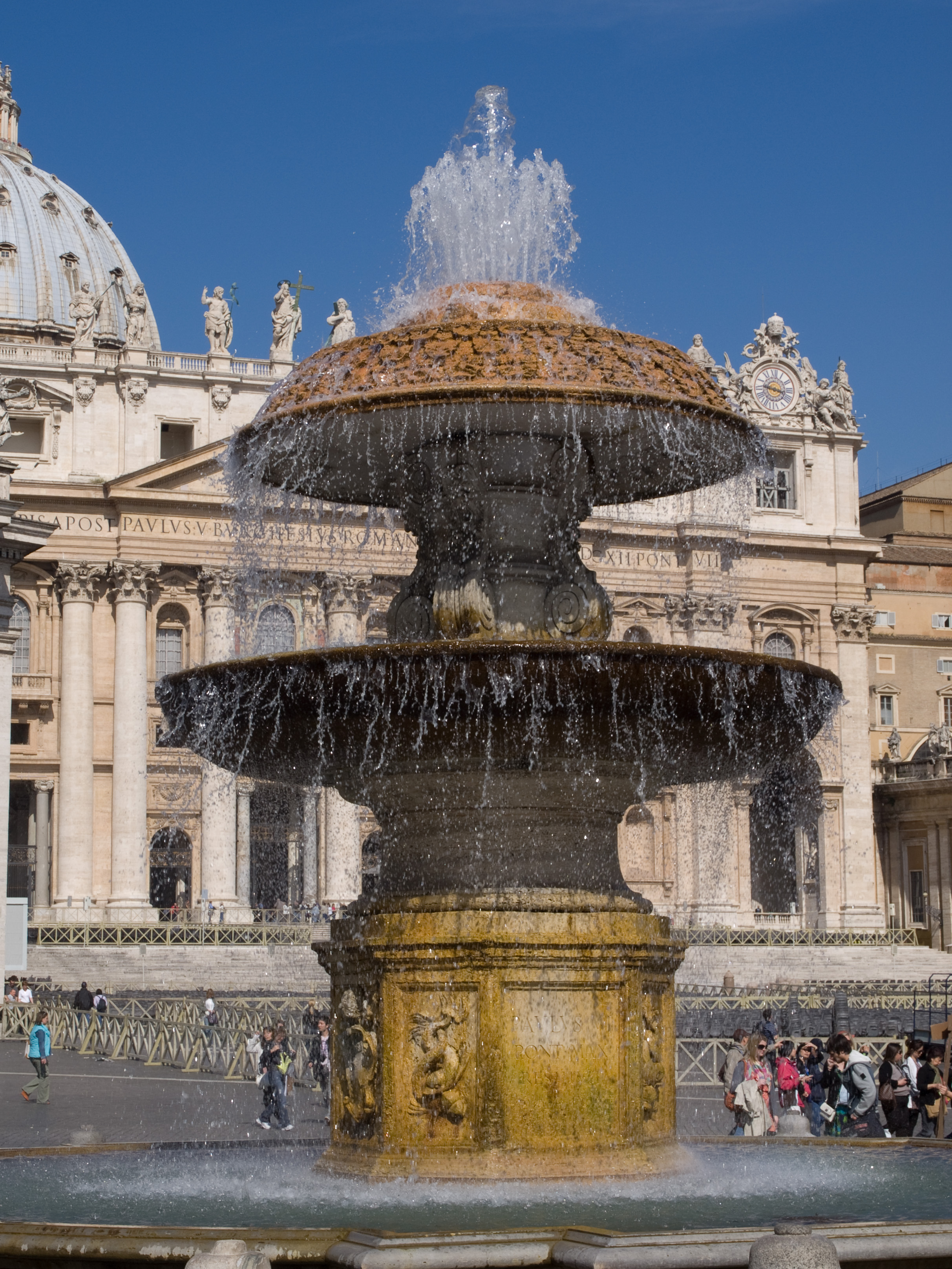
Fonte da Praça de São Pedro, de Gian Lorenzo Bernini (1667–1677)

Durante cinquenta anos, a praça foi adornada com a fonte de Maderno e o obelisco erguido pelo Papa Sisto V, mas a parte sul da praça permaneceu desocupada. Em 1667, o Papa Clemente X encarregou Gian Lorenzo Bernini de construir uma segunda fonte, que seguiu de perto o desenho da fonte de Maderno. A fonte de Bernini foi finalizada em 1677..

## Influência
As Fontes da Praça de São Pedro influenciaram outras fontes em toda a Europa. A fonte romana de Peterhof, na Rússia (1720), foi inspirada na fonte de Maderno e recebeu seu nome dela.  As Fontaines de la Concorde na Place de la Concorde em Paris (1840), de Jacques-Ignace Hittorff, também foram fortemente influenciadas pela fonte do Maderno e pela disposição das fontes e do obelisco da Praça de São Pedro. 